# Ivan Kalenitjenko
Ivan Osipovitj Kalenitjenko (ryska: Иван Осипович Калениченко) även under namnet Kalenicz), född 1805 i Sumy, Kejsardömet Ryssland, död 7 januari 1876 i Charkov, Kejsardömet Ryssland, var en rysk läkare och botaniker vid Charkovs universitet.
Auktorsnamnet Kalen. kan användas för Ivan Kalenitjenko i samband med ett vetenskapligt namn inom botaniken; se Wikipediaartiklar som länkar till auktorsnamnet.